# Daihatsu Thor
La Daihatsu Thor è una monovolume compatta prodotta dalla casa automobilistica giapponese Daihatsu dal novembre 2016.
La vettura nasce come erede della Daihatsu Materia e viene commercializzata solo in Giappone.
Viene venduta nel mercato locale anche come Toyota Tank, Toyota Roomy e Subaru Justy.

## Storia
La vettura è una monovolume compatta lunga 3,70 metri a cinque posti basata sul pianale della Daihatsu Boon (M700) ed è stata introdotta il 9 novembre 2016.

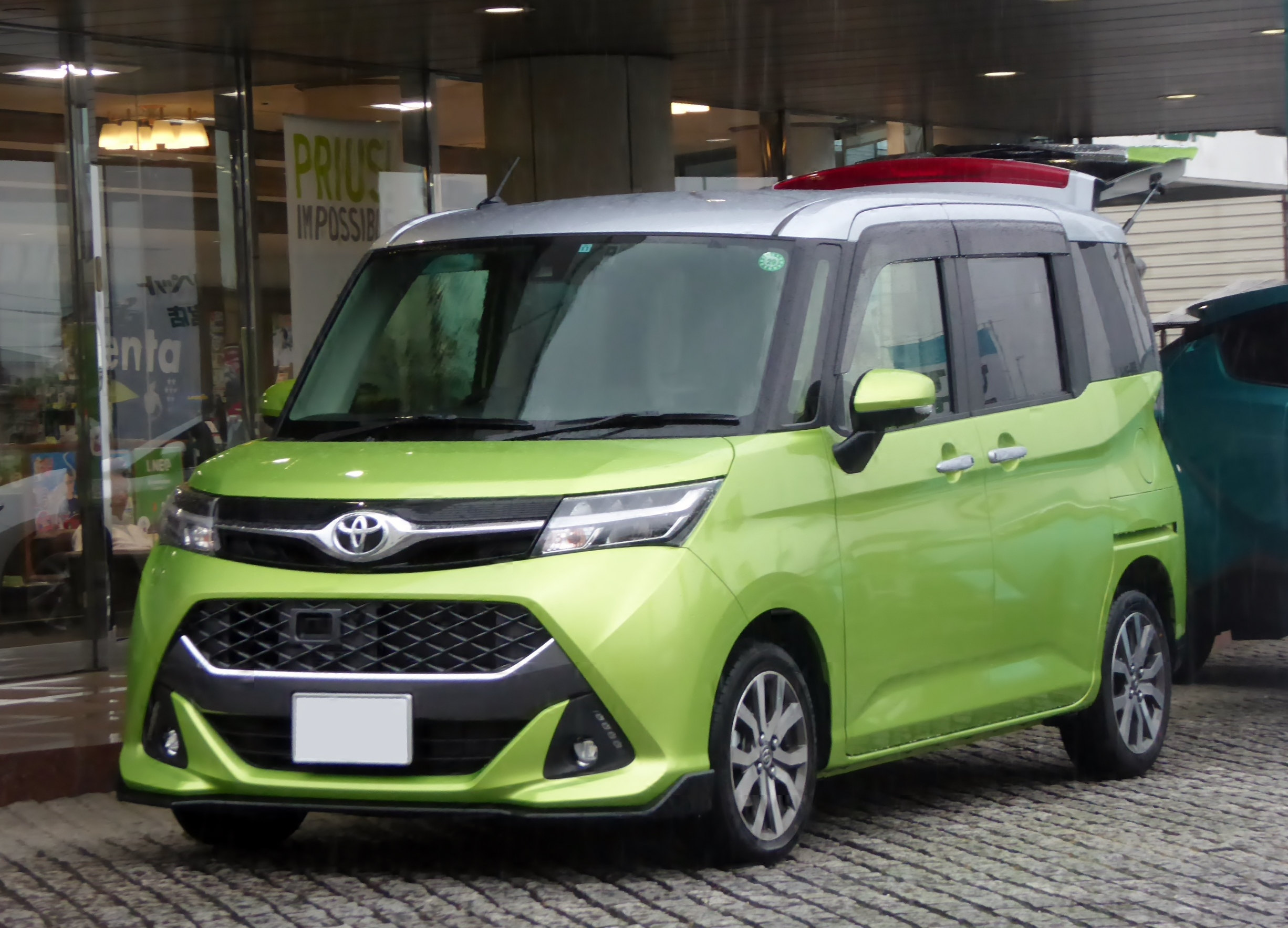
La versione rimarchiata Toyota Tank

Una caratteristica della Thor è la carrozzeria che possiede una linea squadrata con le fiancate piatte e le porte scorrevoli al fine di disporre di un abitacolo notevolmente spazioso; il divano posteriore è scorrevole e ripiegabile in modo da creare un vano di carico completamente piatto lungo 1,5 metri. Si tratta di un modello venduto solo in Giappone e, grazie ad un accordo di badge engineering, viene commercializzata anche dalla Toyota come Toyota Tank nelle concessionarie Toyopet Store e Netz Store, mentre la versione Toyota Roomy è esclusiva delle concessionarie giapponesi Toyota Store e Corolla Store. Anche Subaru ne commercializza la propria versione ribattezzata Subaru Justy.
Il motore è un tre cilindri 1.0 1KR-FE aspirato 12 valvole VVT-i da 70 cavalli accoppiato ad un cambio automatico CVT e alla trazione anteriore o integrale oppure un 1.0 1KR-VET turbo erogante 98 cavalli e 140 Nm di coppia massima con cambio CVT e trazione anteriore. La Daihatsu la commercializza con due caratterizzazioni estetiche differenti: la Thor base e la Thor Custom con frontale specifico con calandra cromata più ampie, dotazione di serie arricchita e prezzo più elevato. Optional per entrambe il kit estetico Aero con minigonne frontali e laterali e spoiler sul lunotto posteriore.
Nel novembre 2018 si ha il debutto di un leggero facelift dove viene ristilizzato il frontale che possiede nuove bande cromate, debuttano nuovi fanali a LED e nuovi dispositivi di guida assistita come la frenata automatica d’emergenza e viene migliorata la dotazione dei vari allestimenti.
Nel settembre 2020 sia la Daihatsu Thor che le gemelle Toyota Roomy e Subaru Justy hanno ricevuto un restyling più sostanzioso, mentre la versione Toyota Tank è stata soppressa.